# Hoorspel
Een hoorspel (vooral gebruikelijk in Nederland) of een luisterspel (vooral gebruikelijk in Vlaanderen) is een vorm van drama, waarbij uitsluitend gebruik wordt gemaakt van geluid. De meeste hoorspelen worden dan ook voor het medium radio gemaakt. Vandaar dat het hoorspel ook wel radiodrama of radiotoneel genoemd wordt.

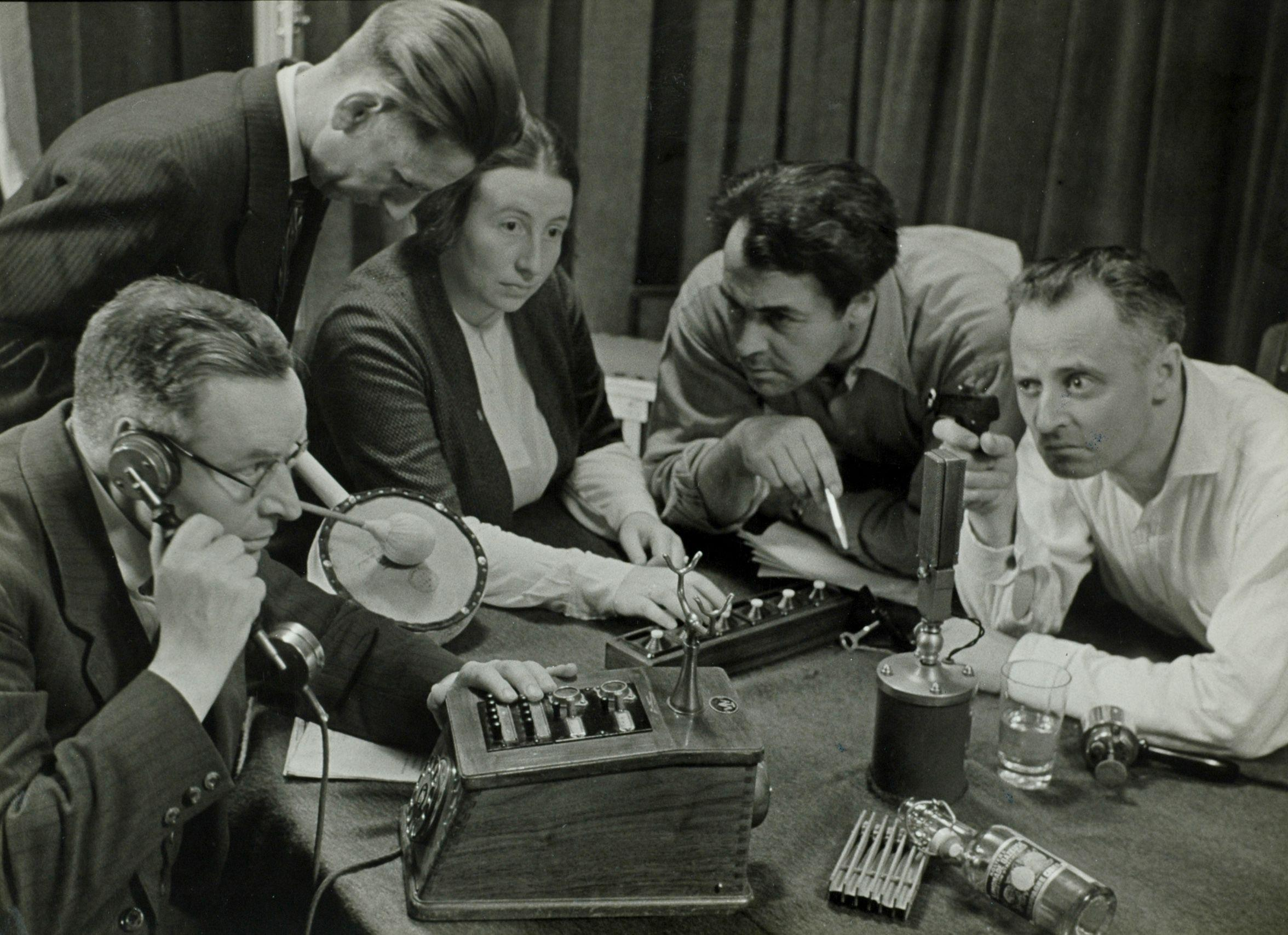
Geënsceneerde foto van hoorspelopnames in een radiostudio in 1949

## Hoorspel versus film
Bij een hoorspel zijn de achtergrondgeluiden zeer belangrijk. Meer dan bij een speelfilm zal men geluiden laten horen waaraan de luisteraar kan merken wat er gebeurt. Een hoorspelstudio beschikt dan ook over middelen om deze geluiden te produceren. Bekend is vooral de bak met grind waarmee men laat horen dat iemand over een tuinpad loopt. En een tuinpad is in een hoorspel dus altijd een grindpad.
Gebeurt er iets dat niet goed hoorbaar te maken is, dan moet zo'n situatie duidelijk gemaakt worden met behulp van de dialoog: "Wat is het hier donker. Doe het licht eens aan." [klik] "Kijk daar eens! Hij beweegt niet... Hij zal toch niet..." [haastige voetstappen, geschuif] "Ik geloof dat hij dood is!"
In een film is dergelijke uitleg niet nodig en ook in het normale leven zal iemand niet altijd hardop zeggen wat hij aan het doen is. Het is dus de kunst van de hoorspelbewerker om een plat 'ooggetuigenverslag' te vermijden en de dialoog zódanig te construeren dat de situatie op een natuurlijke manier duidelijk wordt. Het is onnatuurlijk dat iemand zegt: "Ik pak nu een woordenboek", en dat probleem is op te lossen met: "Geef me het woordenboek eens. Dank je." Daarna wordt hoorbaar in het boek gebladerd.
Een probleem kan zijn dat bij oude, of oud nagemaakte hoorspelen geluiden voorkomen die tegenwoordig nauwelijks meer te horen en bij een jong publiek onbekend zijn, zoals een oude tram, een telefoonbel of een schrijfmachine.
Stemmen zijn moeilijker te herkennen dan gezichten en vaak is onduidelijk wie er aan het woord is. Dat is te vermijden door stemacteurs te gebruiken met duidelijk herkenbare stemmen. Men kiest dus bijvoorbeeld voor een Groninger, een Vlaming en iemand met een Frans accent. Aan de andere kant kan men ongestraft meerdere rollen door dezelfde stemacteur laten inspreken.

## Verschil met luisterboek
Een hoorspel is niet hetzelfde als een luisterboek. Bij een luisterboek wordt de gehele tekst van een boek voorgelezen, en soms worden citaten door verschillende stemmen uitgesproken. Bij een hoorspel worden alleen de citaten uitgesproken, maar andere geluiden worden daadwerkelijk opgenomen zoals ze zijn. In een luisterboek zal de voorlezer zeggen "de telefoon ging", terwijl bij een luisterspel men het gerinkel van een telefoon zal horen.

## Nederland
Het jaar 1924 zag de geboorte van het hoorspel, maar men is het er niet over eens of de eer toekomt aan het Engelse Danger van Richard Hughes of aan het Nederlandse Het turfschip van Breda van Willem Vogt. Aanvankelijk kregen de luisteraars vooral radiotoneel te horen, waarbij de rollen gewoon werden voorgelezen. Vanaf 1929 echter bracht regisseur Kommer Kleijn bijvoorbeeld De koopman van Venetië, Romeo en Julia en Lancelot als “radiogenieke” stukken, waarbij muziek en geluiden werden toegevoegd. In 1933 kwamen de eerste thrillers en seriehoorspelen.

Hoorspelstudio in 1936/1937 in het AVRO-gebouw in Hilversum, foto: Karel Kleijn, coll. Universiteitsbibliotheek Leiden

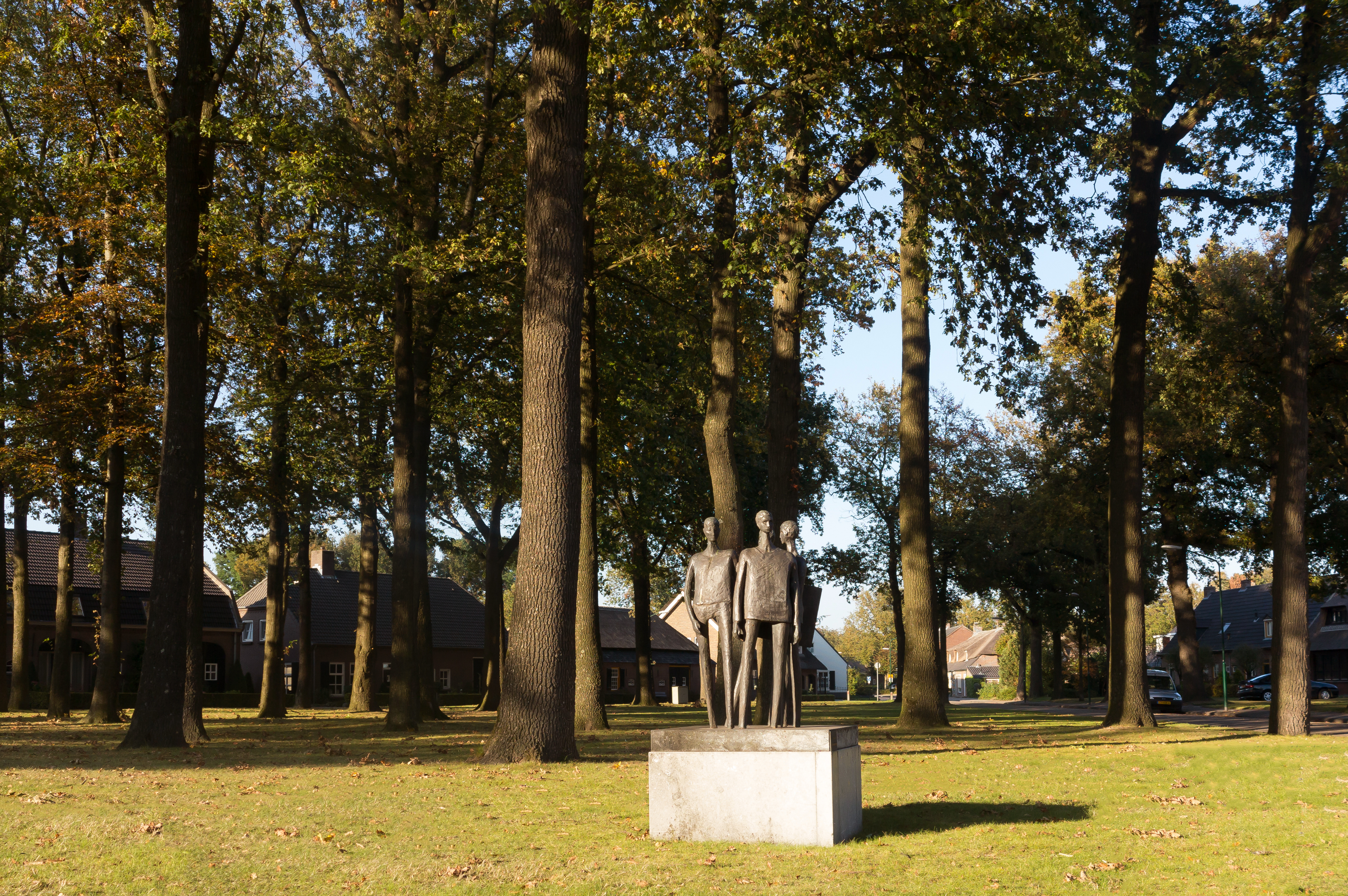
Beeld van het NCRV-radiospel Heer en meester in Heeze

Na de Tweede Wereldoorlog waren het vooral de AVRO en de VARA die wekelijks hoorspelen uitzonden; nadien kwamen daar NCRV, KRO en VPRO bij. Van 1947 tot 1986 bestond een vaste hoorspelkern, spelers die door alle omroepverenigingen konden worden ingezet. Heel vaak waren dan ook de stemmen van Jan Borkus, Hans Karsenbarg, Fé Sciarone, Piet Ekel, Donald de Marcas, Dogi Rugani, Hans Veerman, Frans Kokshoorn, Huib Orizand, Peter Aryans en nog vele anderen te horen. De BBC bewerkte boeken van Francis Durbridge over detective Paul Temple tot graag beluisterde hoorspelen, en Kommer Kleijn liet zich daardoor inspireren voor zijn Paul Vlaanderen, die een ongekend succes kende in Nederland. Later bracht Léon Povel zijn Sprong in het heelal, naar boeken van Charles Chilton, waardoor tallozen aan de radio gekluisterd werden.
Ook voor kinderen werden veel hoorspelen op de radio gebracht. Een belangrijke drijfveer daarachter was Wim Quint, producer en regisseur (en soms acteur) bij de KRO-jeugdafdeling. Enkele opmerkelijke hoorspelen voor kinderen waren Paulus de Boskabouter (van Jean Dulieu, die zelf alle stemmetjes deed), Monus, de man van de maan (van A.D. Hildebrand), Lawines razen (van An Rutgers van der Loeff-Basenau) en De A van Abeltje (van Annie M.G. Schmidt).
Na 1986 schonken de omroepverenigingen steeds minder aandacht aan het hoorspel, maar heel wat mensen bleven erdoor geboeid en kunnen via internet luisteren naar wat bewaard gebleven is.
Begin eenentwintigste eeuw was is er een opleving in de vorm van het uitzenden van literaire en langlopende hoorspelen, waarvan Het Bureau van J.J. Voskuil van de NPS het voornaamste voorbeeld is. Het Bureau liep tot mei 2006, maar op een website waren alle 475 afleveringen nog jarenlang te beluisteren. De regie was van Peter te Nuyl. In 2007 begon er een langlopende serie gewijd aan Ollie B. Bommel, Hoorspel Bommel.
Een trend rond 2010 was het maken van hoorspelen als groepsactiviteit. Verschillende bureaus bieden de mogelijkheid om met bedrijven of instellingen een dagje hoorspel te maken. Ook wordt het hoorspel wel gebruikt als onderdeel van websites.
In 2013 en 2014 vond in Kampen het Internationale Hoorspelenfestival plaats. Voorwaarde voor deelname was dat het hoorspel nog niet elders te beluisteren was. Op de festivalavond werden korte hoorspelen (met een lengte van maximaal tien minuten) in een zaal beluisterd, waarbij het licht gedimd werd. Het publiek koos aan het eind van de avond het beste hoorspel en de maker(s) ervan ontving de 'Gouden Grindbak'.

## Vlaanderen
Het toenmalige Nationaal Instituut voor de Radio-omroep (NIR) gaf in zijn beginperiode het hoorspel een hoge prioriteit. In de jaren 1950 werd er zelfs een heuse hoorspelwedstrijd georganiseerd, waarbij de luisteraars werden opgeroepen om originele luisterspelen te schrijven. Een structurele productie van hoorspelen kwam in de eenentwintigste eeuw tot stand dankzij Het Geluidshuis en anderen. Ook Audio Epics maakte hoorspelen (Nederlands- en Engelstalige fantasy-, sciencefiction- en humoristische luisterspelen maakt). Daarnaast worden door radiozenders uit Vlaanderen weleens luisterstukjes gemaakt zoals 't Koekoeksnest, Afstemming en Café Cuba.

## Suriname
In Suriname is het hoorspel sinds de uitvinding van de radio misschien wel het belangrijkste literaire medium geweest. Schrijvers als Wilfred Teixeira, Harry Jong Loy en Wilfred Grimmèr tekenden voor duizenden hoorspelen, vaak uitgebracht als feuilleton in wekelijkse afleveringen, maar ook afzonderlijke hoorspelen. Een vast moment voor hoorspelen waren de christelijke feestdagen: elk jaar werden er nieuwe Paas- of Kersthoorspelen uitgezonden.

## Elders
In Duitsland is de (publieke) omroep per regio georganiseerd. Er zijn negen regio-omroepen die elk een stuk of zeven radiozenders in de lucht hebben. Samen met de drie landelijke netten zijn dat in totaal ongeveer 65 radiozenders, die via satelliet in heel Duitsland, dus in heel Europa, te ontvangen zijn. Bijna elke omroep produceert wekelijks een of twee hoorspelen. Doordat er ook het nodige wordt herhaald en er regelmatig historisch materiaal wordt uitgezonden kunnen de Duitsers elke week 20 à 30 hoorspelen beluisteren.
De televisieserie Tatort heeft ook een radio-variant: Radio-Tatort, waarin de bekende tv-speurneuzen andere, speciaal voor de radio geschreven, avonturen beleven.
De publieke omroep in Groot-Brittannië is de BBC. Deze heeft tien landelijke radiozenders in de lucht, die allemaal via satelliet in het westelijke deel van Europa te ontvangen zijn. Daarnaast zijn er ook ruim veertig lokale BBC-zenders. Van de tien landelijke zenders zijn er twee waarop enkele malen per week een hoorspel te beluisteren valt: BBC Radio 3 en BBC Radio 4. De serie The Archers werd gestart in 1950, is nooit onderbroken geweest en wordt nog steeds dagelijks uitgezonden. BBC Radio 4 Extra is in zijn geheel gewijd aan hoorspelen, luisterboeken, series, documentaires en komedie. Sommige nieuwe producties worden speciaal voor deze zender gemaakt.

### War of the Worlds
Een hoorspel dat in 1938 wereldgeschiedenis schreef, is The War of the Worlds, over een invasie van ruimteschepen van Mars. Het leidde in de Verenigde Staten tot commotie. Het stuk was opgezet als een concert door een dansorkest dat af en toe wordt onderbroken door ingelaste nieuwsuitzendingen. Luisteraars die het begin hadden gemist konden niet weten dat het een hoorspel betrof: daardoor dachten zij dat de Aarde werkelijk door Marsbewoners werd aangevallen. Het gevolg: grote aantallen mensen die in paniek de steden en de dorpen probeerden te ontvluchten. In 1959 produceerde de AVRO een hoorspel genaamd Het kwam onverwacht. Daarin wordt het (niet bestaande) Nederlandse plaatsje Kerndam, vanwege het nabijgelegen militaire vliegveld, getroffen door een atoombom. Het stuk is nooit uitgezonden want de AVRO vreesde een herhaling van de War of the worlds-paniek. In 1959 was de Koude Oorlog in volle gang en luisteraars die het begin van de uitzending misten zouden kunnen denken dat de Russen met de Derde Wereldoorlog begonnen waren.

## Hoorspelgenres
Hoorspelen worden net als boeken en films vaak onderscheiden in hoorspelgenres die het thema van het hoorspel beschrijven. Volgens Carl Lans is het hoorspel als uitingsvorm compromis tussen menselijk handelen en menselijk zijn. In het hoorspel moet de klemtoon vallen op het menselijk handelen en daardoor blijven de achtergronden (wetenschappelijke, maatschappelijke en zielkundige) steeds een suggestie.